# Gabriele Reinsch
Gabriele Reinsch, później Kramer (ur. 23 września 1963 w Chociebużu) – niemiecka lekkoatletka startująca w reprezentacji NRD. Specjalizowała się w rzucie dyskiem.
9 lipca 1988 podczas zawodów w Neubrandenburgu poprawiła o ponad 2 metry rekord świata rzutem na odległość 76,80 m. Dotychczas nikomu nie udało się poprawić tego rezultatu. Wynik ten nie przełożył się jednak na jej występ na igrzyskach olimpijskich w Seulu (1988), w finale olimpijskim zajęła dopiero 7. miejsce. Reinsch nie miała szczęścia do startów międzynarodowych, do jej najlepszych wyników należą: 4. miejsce podczas mistrzostw Europy w lekkoatletyce (Split 1990), srebrny medal mistrzostw Europy juniorów w lekkoatletyce (pchnięcie kulą, Utrecht 1981) oraz srebro na uniwersjadach (Zagrzeb 1987 i Duisburg 1989).